# Vorsatz (Psychologie)
Unter Vorsatz versteht man in der Psychologie die Absicht, in einer bestimmten Situation ein bestimmtes Verhalten auszuführen. Mit diesem Verhalten wird somit eine bestimmte Willkürmotorik intendiert.(a)
Zu bestimmten Gelegenheiten, häufig zum Jahresbeginn, setzen sich Menschen einen Guten Vorsatz, um bestimmte, meist der eigenen, positiven Lebensqualität dienliche Ziele umzusetzen, z. B. zu fasten.

## Ichqualität
Ein Vorsatz hat also die Form „Wenn die Situation X eintritt, werde ich Verhalten Y ausführen!“.(a) Damit ist eine bestimmte Ichqualität des Bewusstseins verbunden.(b) Nach Gollwitzer besteht der Vorsatz aus einer Spezifikation von Ort, Zeit, Art und Weise der Handlung. Lewin bezeichnet den Vorsatz als Vornahme.
Im Gegensatz zum Vorsatz, der auch Implementierungsintention genannt wird, ist die Zielintention eine Absicht, ein bestimmtes Handlungsergebnis (oder dessen Folgen) zu erreichen bzw. ein bestimmtes, wenig spezifiziertes Verhalten auszuführen. Eine Zielintention hat die Form „Ich will Z erreichen!“.
Wenn eine Zielintention mit einer Implementierungsintention ausgestattet wird, erhöht sich die Wahrscheinlichkeit einer erfolgreichen Handlungsinitiierung, auch bei sehr kurzen Gelegenheiten oder unter kognitiver Belastung. Diese Wirkung wird auf die erhöhte kognitive Aktivierung der Gelegenheit sowie auf die Verknüpfung von Gelegenheit und Handlung zurückgeführt, welche die Implementierungsintention mit sich bringt.
Die Mehrzahl der empirischen Studien waren Feldexperimente, bei welchen die Auswirkung von Vorsätzen auf das Gesundheitsverhalten untersucht wurde. Es wurde gezeigt, dass das Bilden eines Vorsatzes, also die genaue Spezifikation von Gelegenheit und Handlung, die Wahrscheinlichkeit des Handelns stark erhöht. So nahmen Frauen, die einen Vorsatz gebildet hatten, viel häufiger an Vorsorgeuntersuchungen gegen Krebs teil als Frauen, die nur eine Zielintention gebildet hatten.
Zu unterscheiden ist auch zwischen Wahlhandlungen und Triebhandlungen. Letztere beruhen auf einem eher isolierten Handlungsmotiv. Erstere erfordern individuelle Auswahl zwischen konkurrierenden Vorstellungen, Bedürfnissen, Wertmaßstäben etc.(b)